# Imremajor vasútállomás
Imremajor vasútállomás a Somogy vármegyei Balatonfenyvesi Gazdasági Vasút egyik állomása, a MÁV üzemeltetésében. Balatonfenyves déli külterületei között helyezkedik el, a névadó Imremajor településrész mellett, néhány lépésre Táska község határvonalától.

## Története
Az állomás 2013. szeptember 30-ig a Központi főmajor nevet viselte. Épülete eredetileg faszerkezetes volt, amit 2021. július 20. környékén bontottak el. Európai uniós forrás segítségével Balatonfenyves önkormányzata 650 millió forintból fejlesztette a kisvasutat. A megújított állomásokat és egyéb fejlesztéseket 2022. február 11-én adták át.
A beruházás során az állomáson új szilárd falazatú esőbeálló épült, létesült kerékpártárolója és zárható helyisége. A peron akadálymentesen megközelíthető, a megálló mellett a mozgáskorlátozottak számára parkolót is kialakítottak, a peronvilágítást napelemes világítótestek biztosítják.

## Vasútvonalak
Az állomást az alábbi vasútvonalak érintik:
- Balatonfenyvesi Gazdasági Vasút

## Kapcsolódó állomások
A vasútállomáshoz az alábbi állomások vannak a legközelebb:
- Balatonfenyves GV vasútállomás (Balatonfenyvesi Gazdasági Vasút)
- Pálmajor megállóhely (Balatonfenyvesi Gazdasági Vasút)
- Csisztafürdő vasútállomás

## Forgalom
| Járat        | Útvonal                                                                          | Gyakoriság                                   |
| ------------ | -------------------------------------------------------------------------------- | -------------------------------------------- |
| személyvonat | Balatonfenyves GV – Imremajor – Pálmajor – Somogyszentpál felső – Somogyszentpál | Munkanapokon napi 4 pár, hétvégén napi 7 pár |
| személyvonat | Balatonfenyves GV – Imremajor – Csisztafürdő                                     | 2 óránként                                   |